# Mùi (khứu giác)
Mùi là cảm giác hóa học gây ra bởi sự tác động của các phân tử chất bay hơi sau khi vào mũi, được hòa tan trong chất lỏng của niêm dịch mũi với những cơ quan thụ cảm nằm trên lông mao của màng nhầy khứu giác.
Mặc dù "mùi hương" có thể chỉ các mùi dễ chịu và khó chịu, các thuật ngữ "mùi hương", "mùi hương" và "hương thơm" thường được dành cho các mùi có mùi dễ chịu và thường được sử dụng trong ngành công nghiệp thực phẩm và mỹ phẩm để mô tả mùi hương hoa hoặc ám chỉ nước hoa.